# アンドリュー・ペインター
アンドリュー・パトリック・ペインター（Andrew Patrick Painter, 英語発音: /ˈændru ˈpeɪn(t)ər/; 2003年4月10日 - ）は、アメリカ合衆国フロリダ州ポンパノビーチ出身のプロ野球選手（投手）。右投右打。MLBのフィラデルフィア・フィリーズ傘下所属。

## 経歴
2021年のMLBドラフト1巡目（全体13位）でフィラデルフィア・フィリーズから指名され、予定していたフロリダ大学への進学を取りやめプロ入り。契約金は390万ドル。傘下のルーキー級フロリダ・コンプレックスリーグ・フィリーズでプロデビューした。
2022年はA級クリアウォーター・スレッシャーズで開幕を迎えた。9試合で先発し、38.2回を投げて、防御率1.40、69奪三振を記録した。6月初旬にA+級ジャージーショア・ブルークロウズに昇格した。8試合に先発し、36.2回を投げて、49奪三振、防御率0.98を記録した。更に8月14日にはAA級レディング・ファイティン・フィルズに昇格した。 昇格後は5試合に先発し、28.1回を投げて防御率2.54、37奪三振を記録した。最終的に3チーム間を通して103.2投球回、防御率1.56、155奪三振、WHIP0.887を記録し、フィリーズのマイナーリーグ年間最優秀選手に選ばれた。
2023年3月10日に右肘の靭帯損傷と診断された。7月25日にロサンゼルスでトミー・ジョン手術を受け、残りのシーズンを全休した。
2024年にはアリゾナ・フォールリーグにグレンデール・デザートドッグス所属として参加し、復帰後初登板では100マイルを投じた。

## 詳細情報

### 代表歴
- 2018 WBSC U-15ワールドカップアメリカ合衆国代表